# منطقة سيكار
سيكار رمزها «SK» (بالإنجليزية: Sikar)‏ ، هو تقسيم إداري لدولة الهند تتبع ولاية راجاستان (بالإنجليزية: Rajasthan)‏ ، مركزها هو مدينة سيكار (ولاية راجستان) (بالإنجليزية: Sikar)‏ عدد سكانها حسب تعداد سنة 2001 هو 2,287,229 ، مساحتها 7,732 كم² وكثافة السكان 296 لكل كم² .

## أعلام
- بايرون سينغ شيخاوات